# Roško Polje
Roško Polje (auch Raško Polje geschrieben) ist ein Dorf und eine Hochebene im südwestlichen Teil Bosnien-Herzegowinas unmittelbar an der kroatischen Grenze. Die Hochebene liegt im Südwesten der Gemeinde Tomislavgrad. Die Bewohner sind Kroaten.

## Geografie
Das Gebiet Roško Polje ist gebirgig und stark verkarstet und liegt ca. 916 m hoch. Das Klima ist kontinental mit kurzen, warmen Sommern sowie kalten, schneereichen Wintern. Die Ebene ist bis auf wenige Dörfer kaum besiedelt. Neben dem namensgebenden Dorf Roško Polje gibt es auf der Hochebene noch die Dörfer Krnjin, Vojkovići, Pavlovići, Radoši, Zaljiće, Hambar, Kosica, Zidine und Vranjače.

## Geschichte
Das Dorf wurde im Jahr 1758 gegründet. Die erste Kirche wurde in den Jahren 1854–1859 gebaut und eröffnet.
Um 1970 hatte die Gemeinde Roško Polje ca. 2500 Einwohner. Aufgrund politischer Umstände und umfangreicher Abwanderungen sind es heute nur noch rund 850 Einwohner, die unter schwierigen Bedingungen leben. Die Jugend hat kaum eine Aussicht auf Arbeit. Darüber hinaus ist nur eine sehr schlechte Straßeninfrastruktur gegeben. Die Wasserzufuhr war bis zur Verlegung von Wasserleitungen im Jahr 2009/2010 nur über Regenwasserzufuhr realisiert. Auch fehlen nahe liegende Industriezentren bzw. Ballungsräume. Der unfruchtbare Boden erlaubt größtenteils nur einen Anbau von Kartoffeln. Das Dorf besitzt zwei Schulen. Rund 100 Schüler besuchen die Schule in Kosica, eine andere befindet sich in Vojkovići.
Einige Tausend Menschen aus Roško Polje sowie deren Nachkommen leben weltweit verstreut, da sowohl aus politischen als auch aus wirtschaftlichen Gründen die Menschen als „Gastarbeiter“ auswanderten. Diese neuere Auswanderung begann hauptsächlich in den 1960er Jahren und setzt sich bis heute in abgeschwächter Form fort. Viele von ihnen leben im deutschsprachigen Raum.

## Sport
Die Fußballmannschaft von Roško Polje gewann 2008 und 2011 die Gemeinde-Liga. 2011 setzte sich das Dorf gegen Stipanjići im Elfmeterschießen mit 6:4 durch.

## Galerie

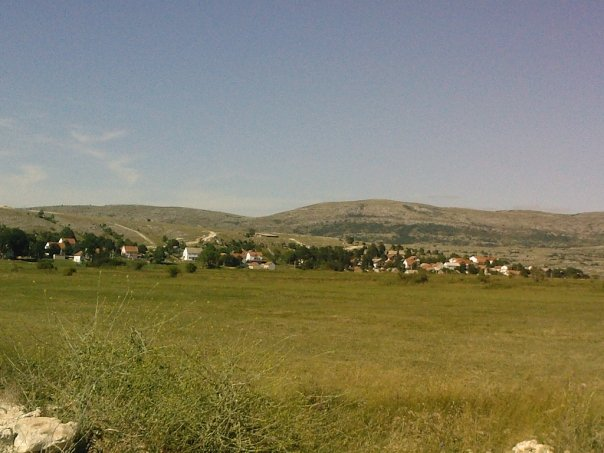
RP-Hambar
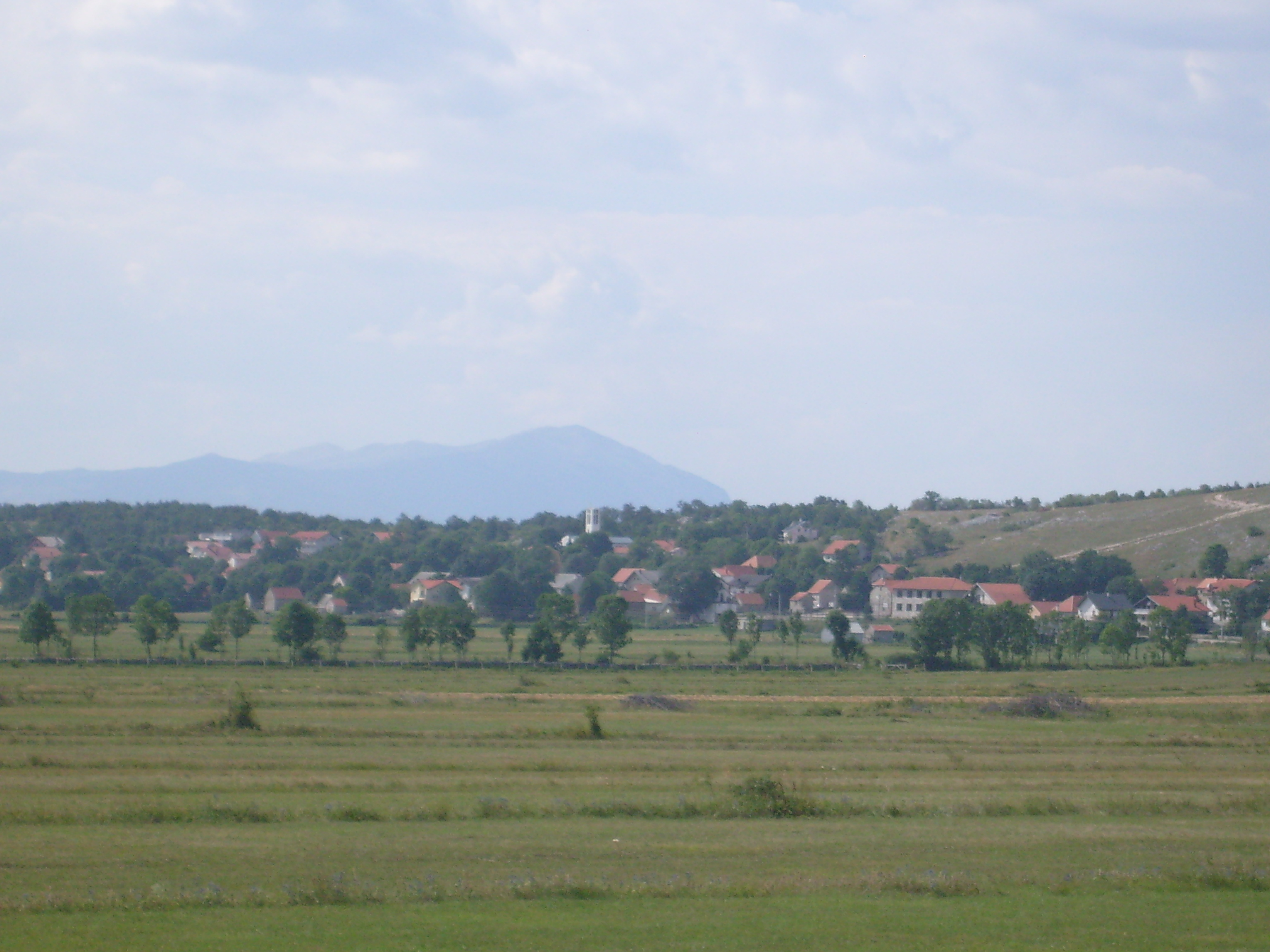
Blick auf das Dorf
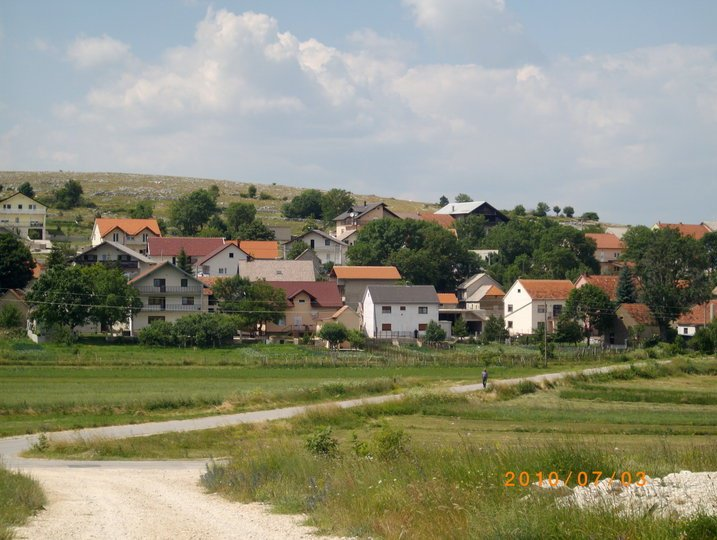
Blick auf Roško Polje